# Timothy Plowman
Timothy Charles Plowman (* 17. November 1944 in Harrisburg, Pennsylvania; † 7. Januar 1989) war ein US-amerikanischer Botaniker. Sein besonderes Interessengebiet war die Ethnobotanik südamerikanischer Pflanzen. Sein offizielles botanisches Autorenkürzel lautet „Plowman“.

## Leben
Timothy Plowman studierte an der Cornell University bis zum Abschluss als Bachelor 1966, erlangte später an der Harvard University zunächst 1970 seinen Master und 1974 seinen Doktortitel. Durch seinen Doktorvater Richard Evans Schultes wurde er an die Ethnobotanik herangeführt und verfasste seine Dissertation über die Gattung Brunfelsia. Nach seiner Dissertation befasste er sich vor allem mit dem Studium der Gattung der Cocasträucher (Erythroxylum), jedoch waren die Brunfelsia weiterhin fester Bestandteil seiner Arbeiten.
1978 wechselte er zum Field Museum of Natural History in Chicago, bekam dort 1983 eine Tenure-Stellung, war von 1986 bis 1988 Leiter der Botanischen Abteilung des Museums und wurde 1988 Kurator.
Insgesamt veröffentlichte er über 60 wissenschaftliche Arbeiten, die meisten in den Gebieten Ethnobotanik und Ethnopharmazie. 1989 verstarb er an den Folgen einer HIV-Infektion.

## Ehrungen und Nachleben
Vor seinem Tod arbeitete Timothy Plowman an einer Revision der Gattung Brunfelsia, die die Weiterführung seiner Dissertation sein sollte. 1994 sandten Kollegen des Field Museum of Natural History das Manuskript dieser Arbeit sowie Notizen und Archivmaterial an Sandra Knapp vom Natural History Museum in London mit der Bitte, zu überprüfen, ob die Arbeiten Plowmans abgeschlossen und veröffentlicht werden konnten. Zusammen mit J. R. Press überarbeitete sie das Manuskript und reichte es 1996 zur Veröffentlichung ein, 1998 erschien „A Revision of the South American Species of Brunfelsia (Solanaceae)“.
Das Field Museum of Natural History benannte ihre Sammlung zur Ökonomischen Botanik zu Ehren Plowmans, der „Timothy C. Plowman Latin American Research Award“ wurde geschaffen, um jungen, lateinamerikanischen Wissenschaftlern die Möglichkeit zu geben, das Field Museum zu besuchen und die dortigen Sammlungen zur Ökonomischen Botanik und Systematik zu nutzen.

## Pflanzenbenennungen
Die Pflanzengattung Plowmania wurde Timothy Plowman zu Ehren benannt. Die einzige Art der Gattung, Plowmania nyctaginoides, wurde zunächst als Brunfelsia nyctaginoides beschrieben, aber von Plowman aus der Gattung Brunfelsia ausgeschlossen, die Erstbeschreibung der Gattung Plowmania erfolgte 1986 durch Armando Hunziker.